# دارشید
دارشید (به آلمانی: Darscheid) یک شهر در آلمان است که در فولکانایفل واقع شده‌است. دارشید ۸۲۶ نفر جمعیت دارد.